# Turbe (Travnik)
Pour l’article homonyme, voir Turbe.
Turbe (en cyrillique : Турбе) est une localité de Bosnie-Herzégovine. Elle est située dans la municipalité de Travnik, dans le canton de Bosnie centrale et dans la fédération de Bosnie-et-Herzégovine. Selon les premiers résultats du recensement bosnien de 2013, elle compte 4 029 habitants.

## Géographie
Le village est situé au bord de la rivière Lašva, un affluent gauche de la Bosna, sur les pentes méridionales du mont Vlašić.

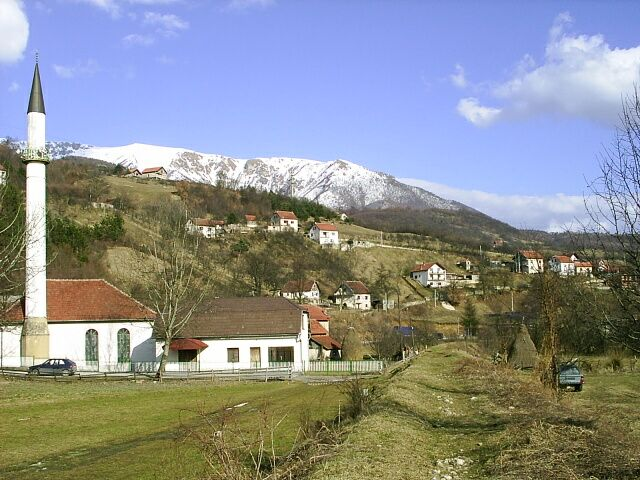
Vue du village de Turbe, avec le mont Vlašić

## Démographie

### Évolution historique de la population dans la localité
| 1948 | 1953 | 1961  | 1971  | 1981  | 1991  | 2013  |
| ---- | ---- | ----- | ----- | ----- | ----- | ----- |
| -    | -    | 1 341 | 1 816 | 3 519 | 4 549 | 4 029 |

|  |

### Communauté locale
En 1991, la communauté locale de Turbe comptait 5 593 habitants, répartis de la manière suivante :